# Parallelia conjunctura
Parallelia conjunctura là một loài bướm đêm trong họ Erebidae.